# St. Catharines
St. Catharines (známé též jako město parků - The Garden City či St. Kitts., St. Cats, dříve The Twelve či Shipman's Corners) je město v jižní části kanadské provincie Ontario. Leží na břehu jezera Ontaria, 51 km jižně od Toronta (přes jezero Ontario) a 19 km od hranic mezi Kanadou a USA (stát New York). Začíná u něj kanál Welland. Je největším městem Niagarského regionu. Odhadovaná počet obyvatel je asi 135 000 (k 2006), poslední oficiální sčítání z roku 2001 udává 129 170 obyvatel. Metropolitní populace činila v roce 2001 necelých 380 000 obyvatel. Motto města zní: Industry and Liberality. Velkou část města pokrývají továrny a průmyslová zařízení a parky a zahrady.

## Historie

### 18. století
První bělošské osídlení v oblasti založili v roce 1780 na soutoku Dick's Creek a Twelve Mile Creek loajalisté z řad Butlerových rangerů, seržant Jacob Dittrick a vojín John Hainer. Dick's Creek byl pojmenován po dalším z raných osadníků, Richardu Pierpointovi, známém jako Kapitán Dick. Toto osídlení se posléze stalo centrem města.
První obchod zde otevřel Robert Hamilton (cca 1783), první mlýn založila Koruna (1786). Intenzívní prozkoumávání okolní krajiny a vznik prvního většího osídlení se datuje do let 1787-1789. V této době bylo sídlo nazýváno The Twelve. V roce 1797 zde Thomas Adams otevřel první hospodu. V roce 1798 získal hospodu Paul Shipman a sídlo dostalo nové neoficiální jméno: Shipman's Corners.

### 19. století
V roce 1813 městečko navštívila kanadská národní hrdinka Laura Secord, která tudy procházela s varováním pro velitele britské posádky před postupujícími jednotkami Američanů. V roce 1817 zde byl otevřen poštovní úřad St. Catherines (jméno St. Catharines bylo používáno pro osídlení vedle Shipman's Corners od roku 1808, nicméně úřad nesl jméno s písmenem e). Oficiálně přijalo město jméno St. Catharines (s a) v roce 1821.
Prudký rozvoj města byl založen na zbudování kanálu Welland, jehož stavba byla zahájena v roce 1824 a ukončena v roce 1833. Otevřen byl v roce 1829, čímž se St. Catharines stalo enormně důležitým překladištěm a střediskem obchodu. O zbudování kanálu a přeměnu St. Catharines na metropoli Niagarského poloostrova se zasloužil zejména William Hamilton Merritt, který se též přičinil o přeměnu regionu v baštu odpůrců otrokářství a bezpečné útočiště uprchlých otroků. V roce 1855 zde vznikla s jeho štědrou podporou pobočka Britské metodistické episkopální církve, která se v abolicionickém tažení proti otrokářství velmi angažovala. Městem (town) začalo St. Catharines oficiálně být v roce 1845, jako city se označuje od roku 1876.

### 20. století
V 90. letech 20. století městem otřásla série zločinů Karly Homolky a Paula Bernarda, kteří mimo jiné unesli a zavraždili dvě místní školačky: Leslie Mahaffy a Kristen French.

## Geografie a přírodní podmínky

### Klima

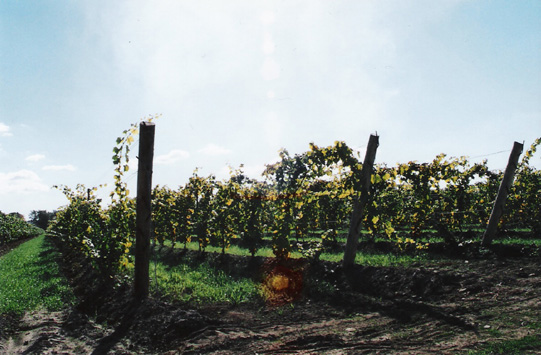
Rodinný vinohrad na západním okraji města

Oblast, v níž leží St. Catharines, má vcelku unikátní mikroklima díky silnému vlivu dvou Velkých jezer: Ontaria a Erijského jezera a ochranného efektu Niagarského rozhraní. To se projevuje zejména mírnými zimami s velmi malým počtem mrazivých dnů a horkými a vlhkými léty. Letní teplota dosahuje nejvyšších teplot v červenci - v průměru cca 27 °C, ovšem pocitová teplota se díky vysoké vlhkosti blíží 40 °C.

### Geologie a zemědělství
Extenzívní vliv ledovců v historii na celou oblast Niagarského poloostrova vedl k jednotnému půdnímu vrstvení v celé oblasti města. Ta byla kdysi dnem Glacial Lake Iroquois, po němž zůstaly usazené tlusté vrstvy jílu mezi Niagarským rozhraním a jezerem Ontario. Jejich oblast byla shledána vhodnou k pěstování ovoce pro výrobu ovocných vín (v prvé řadě vinné révy). Na západním okraji města působí tři velcí výrobci vín: Henry of Pelham, Hernder Estates and Harvest Estates.

### Utváření města
Vzhledem k tomu, že v historii osídlení vznikalo zejména podle přirozených indiánských stezek, které se postupně měnily v silnice a ulice, vznikla ve starších částech města dost neobvyklá změť ulic, v níž návštěvníci odjinud vcelku pravidelně bloudí. Ve městě se vedle sebe nachází rozsáhlé průmyslové zóny a neobvykle rozsáhlé plochy zeleně.

### Síť kanálů
Od otevření kanálu Welland v roce 1829 došlo k několika rozsáhlým rekonstrukcím a přestavbám kanálů, zasypávání starých kanálů a tvorbě nových. Celkem se v historii města rozlišují 4 různé sítě kanálů, které se více či méně zachované nepominutelným způsobem dodnes podílejí na utváření podoby města. Starší sítě kanálů jsou dnes ve městě z větší části zakryté, zejména dálnicí 406 a Cestou královny Alžběty. Části z nich jsou ale stále na očích a často tvoří páteř místních parků a parčíků. V posledních letech sílí hnutí usilující o obnovení co největšího množství starých kanálů, nejvíc úspěchů dosáhlo v případě původního kanálu Welland.

### Parky

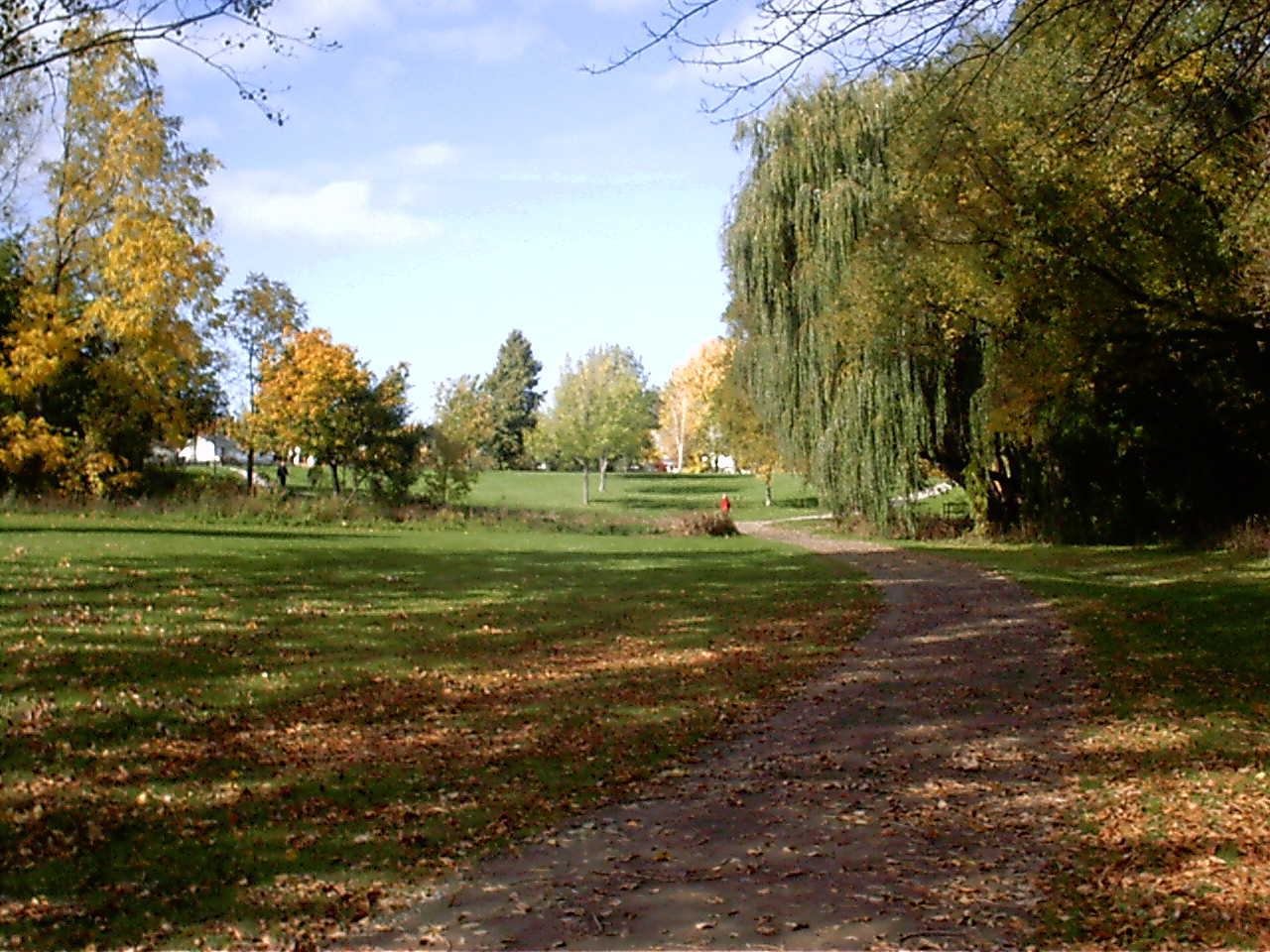
Park okolo Walker's Creek

St. Catharines získalo svoji přezdívku Garden City Díky neobvykle rozsáhlým plochám parků, zahrad a lesních porostů uvnitř města i v jeho nejbližším okolí.
Největší a nejvýznamnější parky a zeleně
- Short Hills Provincial Park - první park provincie Ontario, nachází se v jihozápadní části města na okraji Niagarského rozhraní

- Burgoyne Woods - lesnatá rekreační oblast o rozloze (0.5 km²) lokalizovaná poblíž Downtown core.

- Happy Rolph’s Bird Sanctuary - park o rozloze 0.06 km² na břehu Ontaria v oblasti Port Weller. Oblast je domovem či zastávkou stovek druhů trvale žijících i migrujících ptáků, známá je i exotická kolekce kvetoucích rododendronů. Cesty skrz park vedou okolo nábřežního památníku kanadským obětem teroristických útoků z 11. září.

- Ontario Jaycee Gardens - odhlédneme-li od Henley Rowing Course, jde o největší městský zahradní park (0.08 km²). Park existuje na místě, kudy vedl třetí kanál Welland, bývalý vstup do kanálu je stále vidět na SZ konci parku.

- Walker Arboretum - arboretum umístěné na svahu Rodman Hall pod Twelve Mile Creek původně založil Thomas Rodman Merritt, syn W. H. Meritta. Jeho výsadbu a koncepci (konec 19. století) řídil anglický krajinný designér Samuel Richardson. Je projektováno jako extenzívní a neuspořádaná zahrada se sbírkou vzácných a exotických jehličnanů, jejichž růst zdejší specifické mikroklima umožňuje. Mimo jehličnany zde lze nalézt i jeden z největších exemplářů čínského císařského stromu (paulovnie plstnatá) v Kanadě.

## Správa a politika

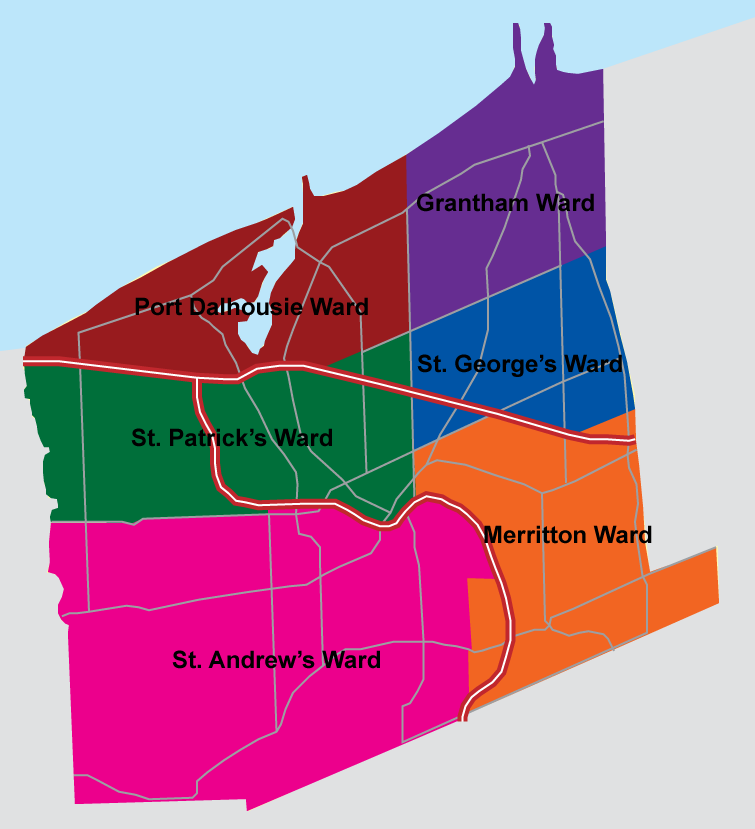
Dělení St. Catherines na městské části

Město je rozděleno na šest městských částí. V čele města stojí primátor (orig.: mayor) a městská rada složená z 12 radních, po dvou z každé městské části. Městská rada St. Catharines (St. Catharines City Council) se schází každé pondělí a její jednání jsou přístupná veřejnosti.

## Slavní rodáci
- Dick Pound (* 1942), kanadský právník, sportovní funkcionář, bývalý místopředseda Mezinárodního olympijského výboru (MOV) a předseda Světové antidopingové agentury (WADA)
- Brian Bellows (* 1964), bývalý kanadský lední hokejista, držitel Stanley Cupu 1993
- Linda Evangelista (* 1965), bývalý kanadská topmodelka